# Тинівка передньоазійська
Тинівка передньоазійська (Prunella ocularis) — вид птахів родини тинівкових (Prunellidae).

## Ареал
Вид поширений у Вірменії, Азербайджані, Грузії, Індії, Ірані, Іраку, Ізраїлі, Йорданії, Лівані, Пакистані, Росії, Сирії і Туреччині.
Його місця існування  — відкриті біотопи.

## Морфологія
- Подібно іншим птахам цієї родини, близько 16 см довжиною і розмах крил — 22 см.
- Темніший на спині, ніж на животі, має чорний колір з білим коміром. Великі білі брови.
- Відсутній статевий диморфізм.

## Живлення
Шукає на землі насіння і дрібних комах.

## Розмноження
Сезон розмноження триває з червня до серпня. У невеликих чагарниках роблять чашоподібні гнізда, де вони відкладають 3-4 яйця.